# Parafia Miłosierdzia Bożego w Cieciułowie
Parafia Miłosierdzia Bożego – rzymskokatolicka parafia położona we wsi Cieciułów (gmina Rudniki). Parafia należy do dekanatu Praszka w archidiecezji częstochowskiej.

## Historia parafii
Parafia została erygowana 25 czerwca 1986 roku. Pierwszym proboszczem został ksiądz Zbigniew Jacuński. Mimo powstania parafii, nie miała ona swojego kościoła parafialnego. Ksiądz Jacuński zamieszkał w domu prywatnym. Z czasem parafianie wybudowali barak-kaplicę. Na początku lipca 1987 roku, proboszczem został ks. Janusz Bacia. Za jego czasów została wybudowana plebania, a pod koniec lat 80. XX wieku rozpoczęto budowę kościoła parafialnego. 24 czerwca 1989 roku metropolita częstochowski, ks. biskup Stanisław Nowak, dokonał wmurowania kamienia węgielnego oraz poświęcił fundamenty i budynek parafialny. 15 sierpnia 1990 roku ks. bp Miłosław Kołodziejczyk poświęcił mury świątyni oraz dzwonnicę wraz z trzema dzwonami. Dzwony otrzymały imiona: „Andrzej”, „Agnieszka” i „Jan”. Na początku 1991 roku przy kościele parafialnym powstał cmentarz. 2 listopada 1991 roku ks. bp Stanisław Nowak poświęcił cmentarz. W 1992 roku zakończono budowę kościoła parafialnego, który 6 września 1992 roku konsekrował ks. arcybiskup Stanisław Nowak. 
Obecnie proboszczem parafii jest ks. Stanisław Tyburski.

## Liczebność i zasięg parafii
Parafię zamieszkuje 1310 mieszkańców i obejmuje ona miejscowości:
- Cieciułów,
- Borek,
- Brzeziny,
- Bugaj Nowy,
- Bugaj Stary,
- Pieńki,
- Stawki Cieciułowskie.

## Duszpasterze

### Proboszczowie
- ks. Zbigniew Jacuński (1986–1987),
- ks. Janusz Bacia (1987–2002),
- ks. Piotr Bednarz (2002–2012),
- ks. Józef Foltyński (2012–2014),
- ks. Stanisław Zbigniew Tyburski (2014–nadal)[2].

### Księża pochodzący z parafii
- ks. Józef Kubat,
- ks. Józef Ośródka,
- ks. Sławomir Porębski.

### Siostry zakonne pochodzące z parafii
- s. Benedykta Skowronek – Franciszkanka Szpitalna (OSF).

## Wspólnoty parafialne
- Liturgiczna Służba Ołtarza,
- Żywy Różaniec,
- Krucjata Trzeźwości,
- Duchowa Adopcja Dziecka Poczętego,
- Katolickie Stowarzyszenie Młodzieży,
- chór „Niezapominajki”,
- Rada Parafialna[2].